# Cerámica asiria

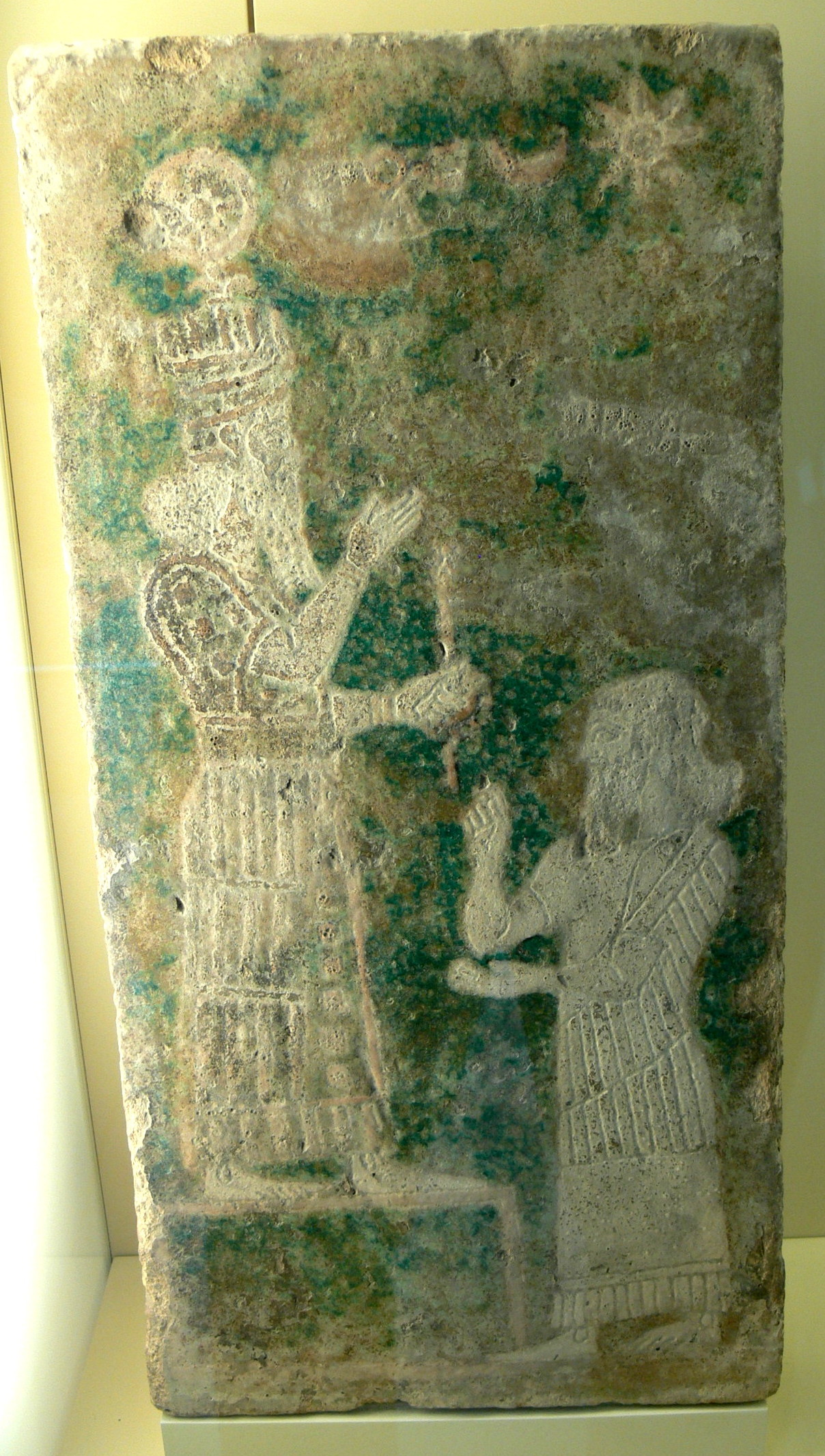
Azulejo con un hombre orando ante el dios Shamash. a. C. Museo de Pérgamo, Berlín.

La cerámica asiria es la producida en la Antigüedad en la región de «Assyria», en la amplia zona de Oriente Medio nombrada por la desaparecida Aššur), hoy ocupada por Irán, Irak, Líbano y Siria y Turquía, con precedentes directos en la cultura hitita y continuidad histórico-cultural en la cerámica babilónica.
Los diversos apartados de obra alfarera asiria, enmarcados como parte del arte de Mesopotamia (8000 a. C. — 300 d. C.) asumen y sintetizan las culturas del norte y el sur mesopotámico: desde el periodo Hassuna-Samarra (en el paso del Neolítico al Calcolítico) -que tiene ya alfarería documentada-; pasando por Nínive (periodos Gawra y Uruk), el imperio Acadio, la Tercera dinastía de Ur, y ya en el ámbito geográfico y cultural de «Assyria» (a partir de 2000 a. C.) los tres periodos Asirios. En síntesis con las culturas cerámicas de los medos, los macedonios y los seleucidas –que ponen el telón al arte mesopotámico antiguo–, es quizá lo más destacado la evolución suntuaria de la obra vidriada decorativa en construcciones arquitectónicas con ladrillos vidriados, tanto en la Susa del periodo Aqueménida, al norte, como las del periodo neobabilónico en el sur, de las que resultan ejemplares el panel de 12,40 metros de altura que estuvo en el salón del trono del Palacio de Nabucodonosor II, y los murales cerámicos con toros y leones de la Vía de las Procesiones (Museo del Louvre) y de la Puerta de Istar (Museo de Pérgamo en Berlín), aunque ya fuera del contexto histórico nominal de la historia, la cultura y el arte específicamente asirios.
También hay que tener en cuenta la Cultura de Halaf con yacimientos en Tell Halaf (en el noreste de la actual Siria), con el empleo de refinamiento de la pasta de cerámica (barro de calidad) y perfeccionamiento de hornos que lograban alcanzar elevadas temperaturas. Los temas son geométricos, de animales y flores.

## Principales focos
Los restos cerámicos conservados vienen determinados por las excavaciones arqueológicas realizadas en las principales ciudades asirias, es decir, sucesivamente, Aššur, Kalkhu (Nimrud), Dur-Sharrukin (Jorsabad) y Nínive.

## Características
Destacó la obra de azulejería y ladrillería (llegando a sorprendentes resultados de vidriado y esmaltación en los ya mencionados murales cerámicos con finos relieves) y una amplia variedad de figurillas antropomorfas y zoomorfas y placas de terracota. Además de la vajilla y cacharrería doméstica, pueden mencionarse, por su curiosidad, vasijas como el “vaso tortuga” del periodo de El Obeid, hallado en Tepe Gaura, o juguetes y objetos ceremoniales como el pequeño erizo (19,1 cm.) hallado en Nimrud y conservado en el Museo de Irak de Bagdad.
Quizá pudiera incluirse en el conjunto de la obra alfarera el uso de la arcilla como soporte de la escritura, tanto en la elaboración de sellos, como en la impresión de ladrillos de barro fresco. El mejor ejemplo es la monumental biblioteca de Asurbanipal con cerca de diez mil tablillas en escritura cuneiforme que han permitido documentar la historia de Asiria (2150 a. C. — 612 a. C.).

### Ladrillos vidriados
Precedente asirio de los grandes paneles vidriados producidos más tarde en Babilonia y Persia, la decoración en ladrillo, al resultar más económica, vino a sustituir los tradicionales relieves esculpidos en «finas lajas de alabastro yesoso». Una de las muestras más antiguas decoró pasillos y estancias del palacio de Salmanasar III en Kalkhu, con composiciones que llegaban a alcanzar más de 4 metros de alto por casi 3 de ancho, conservadas en el Museo Nacional de Irak, y en el que además del monarca asirio investido como sacerdote, aparecen los motivos esenciales del dios Assur y el Árbol de la Vida, los toros, envuelto todo en una cenefa con cinco motivos ornamentales. Este modelo cerámico se reproducirá más tarde en el Templo de Sin de la ciudadela de Dur Sharrukin, y en los de templos dedicados a Shamash, Ningal y Nabu. En casi todos se representa al rey asirio, seguido de su visir rodeado de una simbólica iconografía compuesta por animales (águila, león, toro), plantas (higuera) y herramientas (arado). Asimismo, de Assur y Nínive, se conservan
restos de ladrillos vidriados representando escenas palatinas. Esta técnica, en su conjunto, alcanzaría su máxima expresión con la cerámica babilónica.
En una casa pequeña descubierta cerca de las murallas de Assur salieron a la luz unos azulejos con representaciones muy singulares: una langosta, como símbolo especial para prevenir la plaga de este animal, un hecho que suponía un auténtico problema para la población. También puede verse al dios Assur con tiara de cuernos, de pie sobre un pódium muy simple; sobre su cabeza se ven los emblemas de Sin, dios de la luna, de Shama, dios del sol y de Istar, la estrella matutina.
En la ciudad de Assur existió un templo dedicado a Anu y Adad, dioses del cielo y de la tormenta. Las excavaciones sacaron a la luz una decoración mural de azulejos que a juzgar por su estilo se dató del siglo IX a. C. Representa a un rey en su carro. Otros frisos también de la misma ciudad descubrieron la figura de un príncipe con sus acólitos haciendo ofrendas antes de entrar en combate..

### Vasos vidriados
Los arqueólogos alemanes descubrieron en Assur una buena colección de vasos vidriados, algunos con una decoración de influencia egipcia que lleva el tema de la flor de loto unas veces abierta y otras cerrada. Otros vasos tienen irisaciones y son parecidos a lo que sería más tarde la cerámica persa. Los hay pintados con esos animales llamados ibexs que trepan por la montaña santa. Se encontraron también muchos fragmentos..

## Hornos
Gracias a los trabajos de arqueología se fueron descubriendo hornos muy primitivos para cocción del barro. En Babilonia, Nippur y Assur los hornos de los alfares tenían el hogar subterráneo y lo cubrían con una bóveda sobre la que se hallaba la cámara que contenía los vasos y azulejos a cocer. Esta cámara se construía nueva en cada hornada. Cada pieza era única y las que se rompían caían en el hogar; estos fragmentos  han sido muy valiosos para el estudio. Los colores se elaboraban con distintas técnicas: el blanco se hacía con ceniza de huesos, el negro con manganeso, el azul y verde con óxidos de cobre, el amarillo con sales de antimonio y el rojo con sales de cobre..

## Museología
Los principales museos con ejemplos importantes de la cerámica asiria son –además de los citados del Louvre, en París, y de Pérgamo, en Berlín–, el Museo Metropolitano de Arte de Nueva York, el Británico de Londres, el Museo de las Civilizaciones de Anatolia, en Ankara, y el Museo de Bagdad.

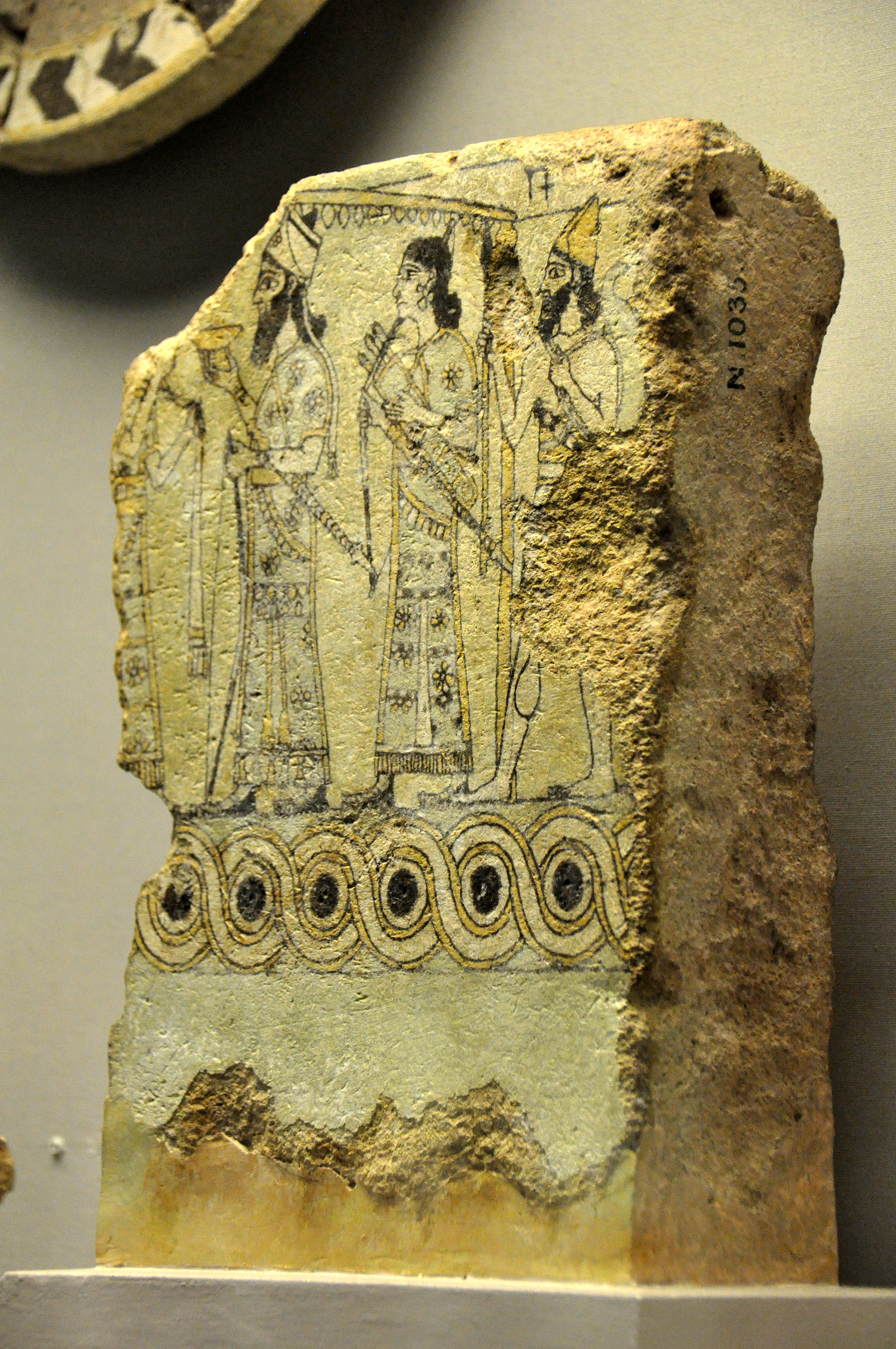
Ladrillo decorado procedente de Nimrud ca. 875 a. C.
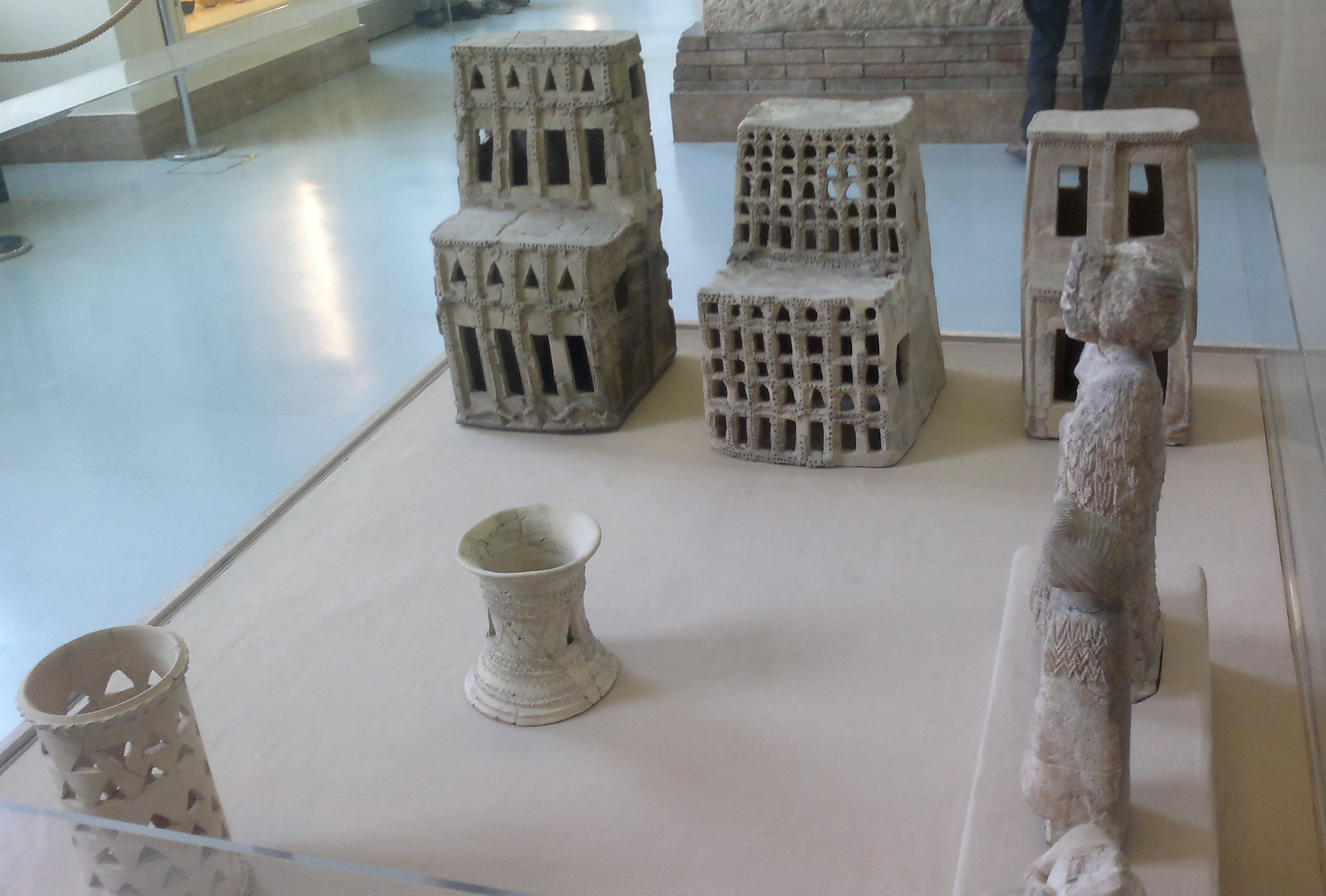
Museo de Pérgamo
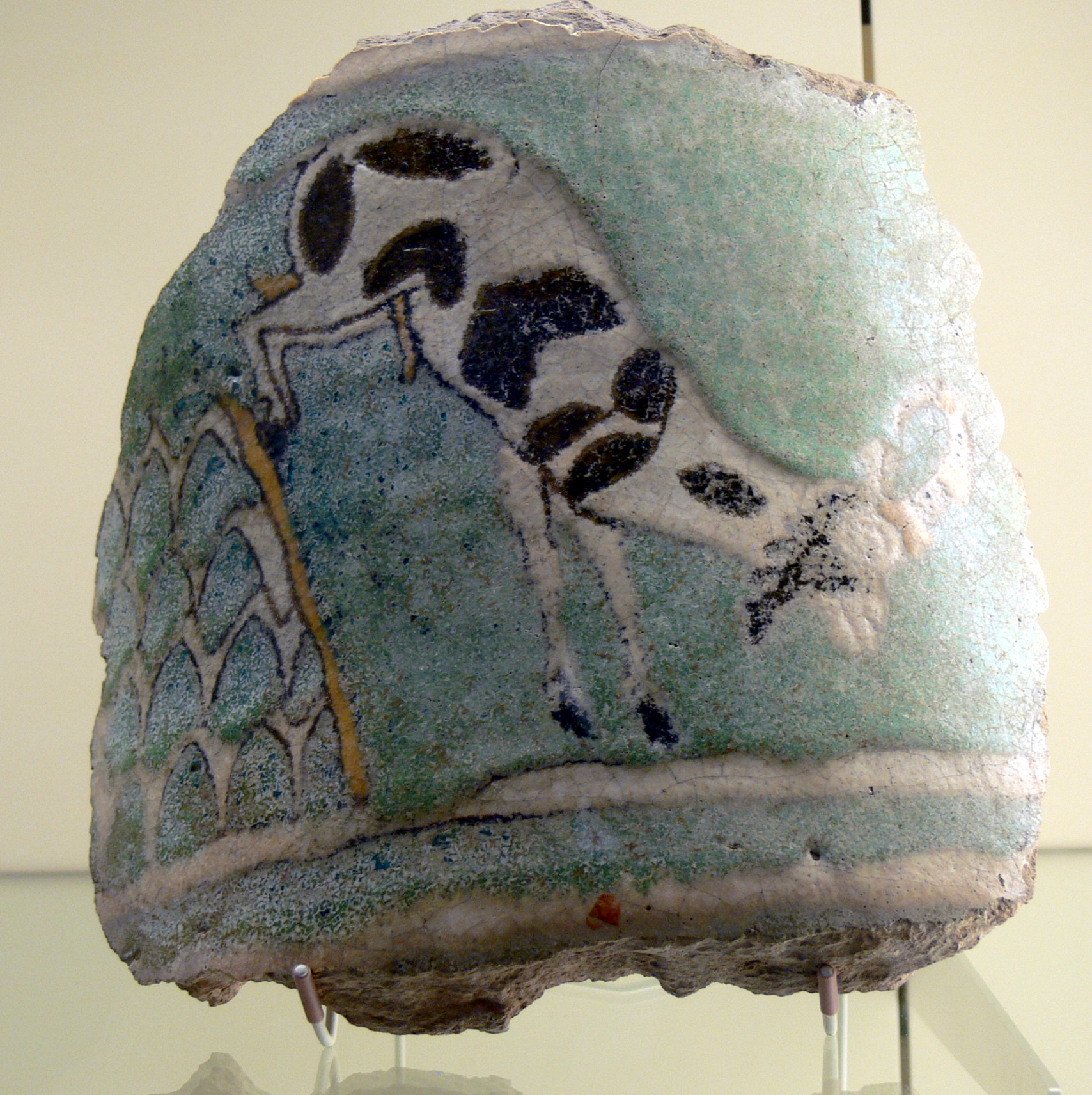
Vasija decorada con ibix ca. 700 a. C.
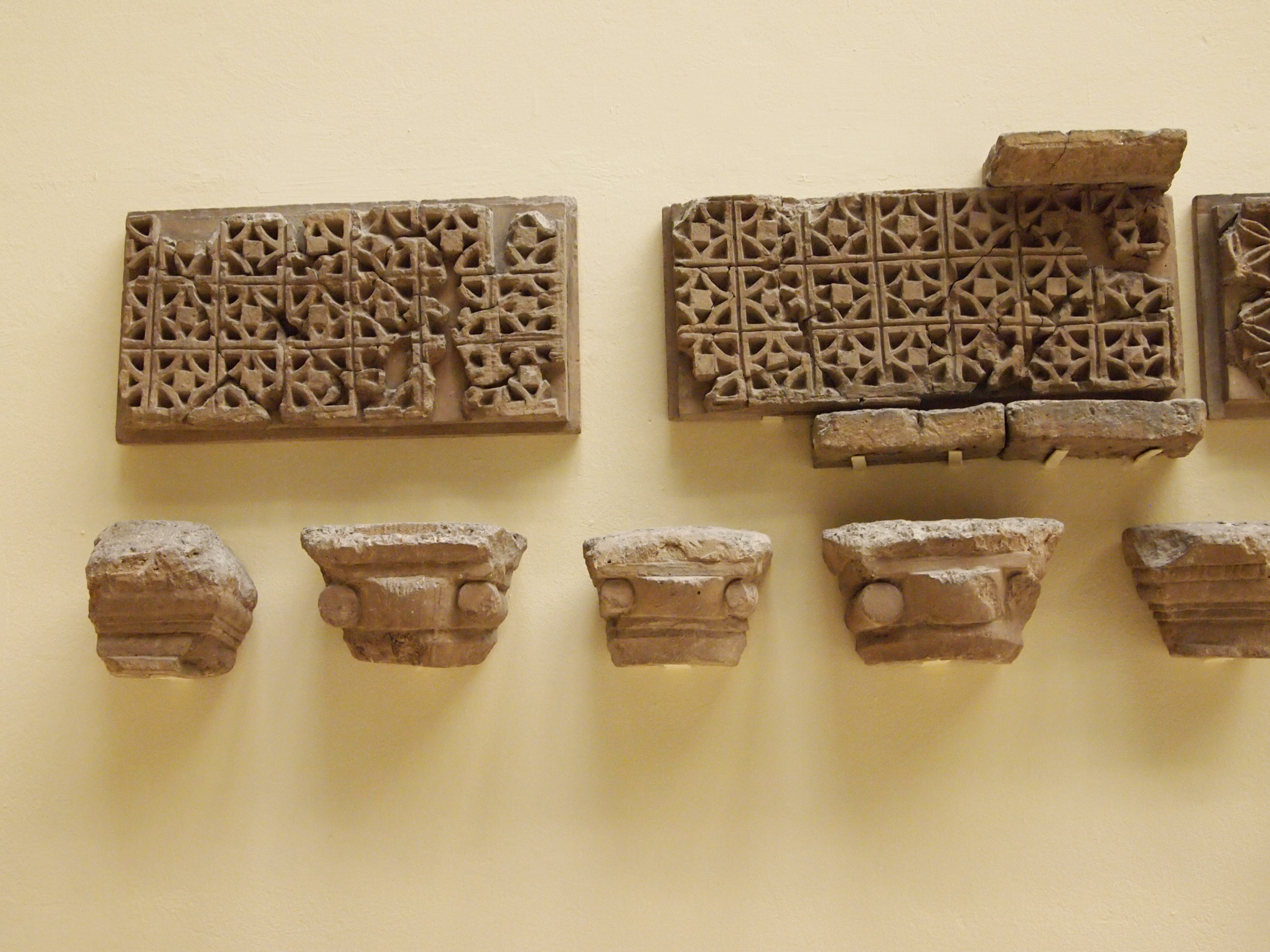
Alfarería de Assur